# Itelmen
Itelmen är ett tjuktji-kamtjatkanskt språk som talas på Kamtjatkahalvön i Ryssland av itelmenerna. Enligt Ethnologue finns 3 189 etniska itelmener av vilka 380 talar itelmen, vilket gör att drygt 10% av itelmenerna kan tala sitt ursprungliga modersmål.

## Klassifikation
Itelmen är inte nära besläktat med något av de andra tjuktji-kamtjatkanska språken och utgör en distinkt, sydlig gren av språkfamiljen. Vissa lingvister har ifrågasatt huruvida itelmen tillhör de tjuktji-kamtjatkanska språken över huvud taget, och har istället klassificerat det som ett isolatspråk. Itelmen har vissa morfologiska likheter med tjuktjiska och korjakiska, vilka tillhör den norra (tjuktjiska) grenen av den tjuktji-kamtjatkanska språkfamiljen, men uppvisar också slående skillnader, särskilt inom fonologi. Ursprungligen fanns tre distinkta dialekter (eller närbesläktade språk) i västra, östra och södra Kamtjatka, men idag finns bara den västliga varianten kvar.

## Historia
Itelmen talades ursprungligen runt omkring Kamtjatka och möjligen i de norra delarna av Kurilerna. Vladimir Atlasov, som annekterade Kamtjatka och upprättade militärbaser där, uppskattade att det år 1697 fanns 20 000 etniska itelmener. Upptäcktsresanden Stepan Krasjeninnikov, som gjorde den första detaljerade beskrivningen av itelmenernas språk och kultur identifierade de tre olika dialekterna, men uppgav att alla itelmener kunde förstå varandra.
Från Atlasovs tid och framåt så bosatte sig ryska pälshandlare i regionen. Det förekom ofta stridigheter mellan kossacker och itelemenerna, som gjorde uppror mot den ryska överheten. Många itelmener tvingades konvertera till kristendomen, och i början av 1800-talet tvingades alla itelmener att ta ryska namn. Ingifte med ryssar ledde till utvecklingen av ett kreolspråk som kallas kamchadal, av vilket rester återfinns i den ryska dialekt som talas i Kamtjatka idag.
Under den sovjetiska eran så intensifierades assimiliationen av itelmenerna. Itelmenernas samhällen flyttades och barnen skickades till internatskolor där de tvingades tala ryska. Vid slutet av 1930-talet var ryskan undervisningsspråket i alla skolor och barnen växte upp med ryska som sitt förstaspråk.
Det var emellertid under denna period som itelmen för första gången skrevs när. År 1930 togs ett latinskt alfabet fram, avsett för alla ursprungliga språk i norra Sibirien och 1932 skapades ett alfabet för itelmen med 27 bokstäver för itelmen. Några böcker skrevs under 1930-talet med detta alfabet, men det övergavs snabbt. Numera används ett kyrilliskt alfabet, skapat 1986 och med 32 bokstäver.

## Status
Itelmen är starkt hotat och de flesta talare är över sextio år och bor i utspridda samhällen. Det finns emellertid en rörelse för att stärka språkets ställning och undervisningsmaterial håller på att utarbetas. Den moderna varianten av itelmen är starkt influerad av ryskan såväl lexikalt, fonologiskt som grammatiskt.